# Birra Forst
Birra Forst (in tedesco Spezialbier-Brauerei Forst) è una marca di birra italiana. Il birrificio che la produce è anche il proprietario del marchio Menabrea.

## Storia

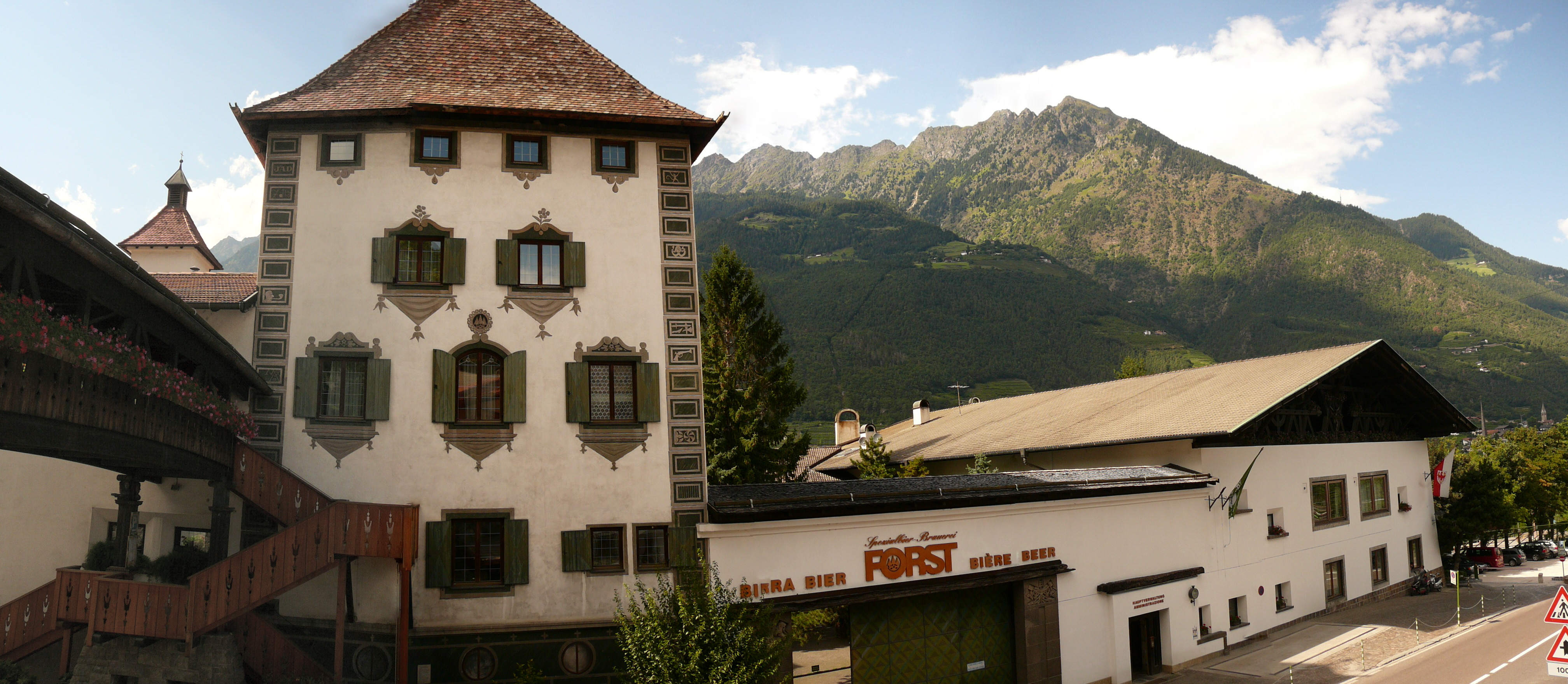
Lo stabilimento produttivo della Forst a Foresta, nei pressi di Lagundo

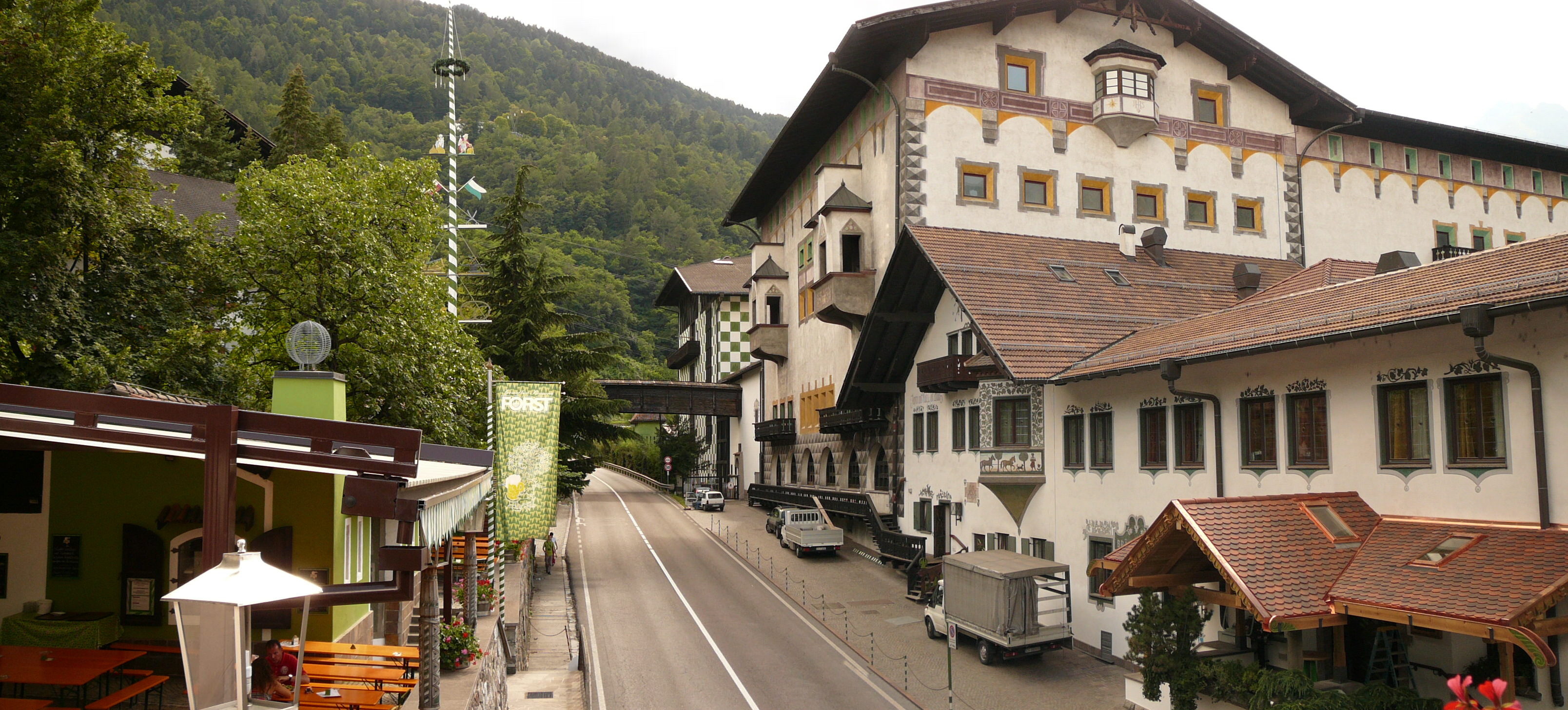
Altra vista dello stabilimento

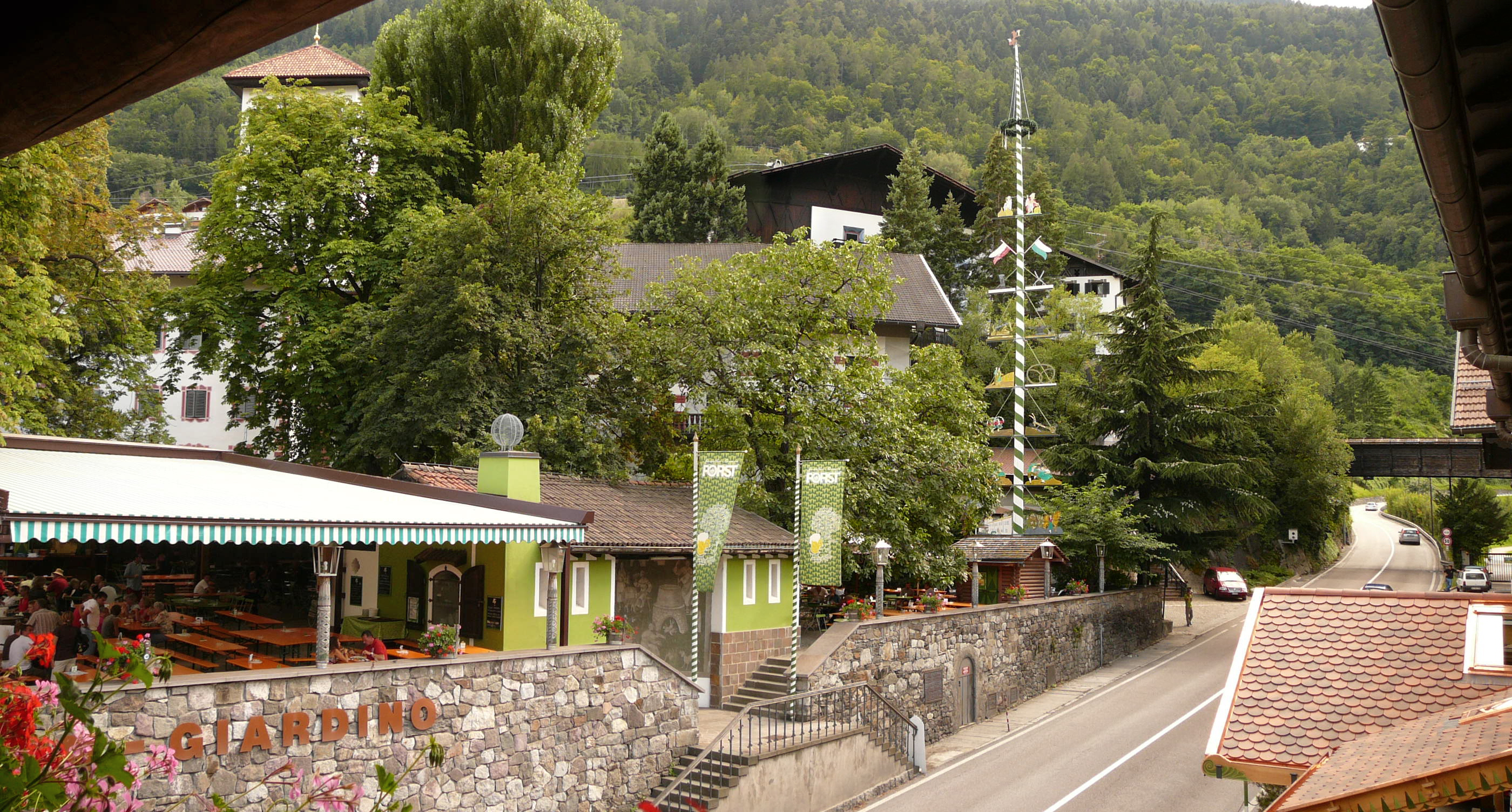
Vista del Biergarten, nei pressi dello stabilimento

L'azienda viene fondata nel 1857 a Foresta dai meranesi Johann Wallnöfer e Franz Tappeiner. Foresta (Forst in tedesco) è una località che oggi è una frazione di Lagundo, ma che all'epoca era frazione di Marlengo, al termine della superstrada Bolzano-Merano.
Nel 1863 il controllo della società passò a Josef Fuchs, che in seguito lo trasmise ai propri discendenti; a lui si deve la costruzione dello stabilimento presso la sorgente del monte San Giuseppe.
Nel 1948 la Forst s.p.a. stipulò un contratto con i fratelli siciliani Andrea e Francesco Vesco che assicurava al costruendo Centro Imbottigliamento Siciliano Prodotti Alimentari (CISPA) di Palermo l'esclusiva per l'imbottigliamento e la fornitura della birra Forst in tutto il territorio siciliano.
Un nuovo grande reparto cottura, su progetto della Stahlbau Pichler di Bolzano, è stato inaugurato nel 2011.
Nel corso degli anni, la Forst si è sviluppata sino a divenire una delle principali aziende produttrici di birra in Italia, mantenendo altresì la sua connotazione familiare, sotto il controllo dei Fuchs-von Mannstein, discendenti di Josef Fuchs.

## Produzione
L'azienda produce, nello stabilimento altoatesino, diverse tipologie di birra, tra cui quelle maggiormente diffuse sono:
- Luxus Light: birra chiara leggera - 2,9% vol
- 1857: birra chiara, prodotto di punta creato per il 150º anniversario - 4,8% vol
- Premium: birra chiara di tipo lager - 4,8% vol
- V.I.P. Pils[4]: birra chiara di tipo pilsener - 5,0% vol
- Kronen: birra chiara, prodotto principale della Forst - 5,2% vol
- Sixtus: doppelbock scura, con note di miele e liquirizia - 6,5% vol
- Heller Bock: bock chiara - 7,5% vol

Inoltre Birra Forst produce due tipi di birra stagionale:
- Osterbier: birra di Pasqua - 5,4% vol
- Christmas Brew: birra di Natale di tipo pilsener - 5,2% vol

### Altre produzioni
Forst produce annualmente 700 000 hl di birra, operando principalmente nel mercato nazionale italiano. La società imbottiglia anche acqua minerale con i marchi Kaiserwasser, Lavaredo e Acqua Minerale Merano San Vigilio/Meraner Mineralwasser St. Vigil, nonché altre bevande non alcoliche.
La società possiede inoltre alcuni ristoranti-birreria a marchio Forst, situati principalmente nel nord Italia, e controlla la catena di ristoranti-birrerie Spiller.

## Galleria d'immagini

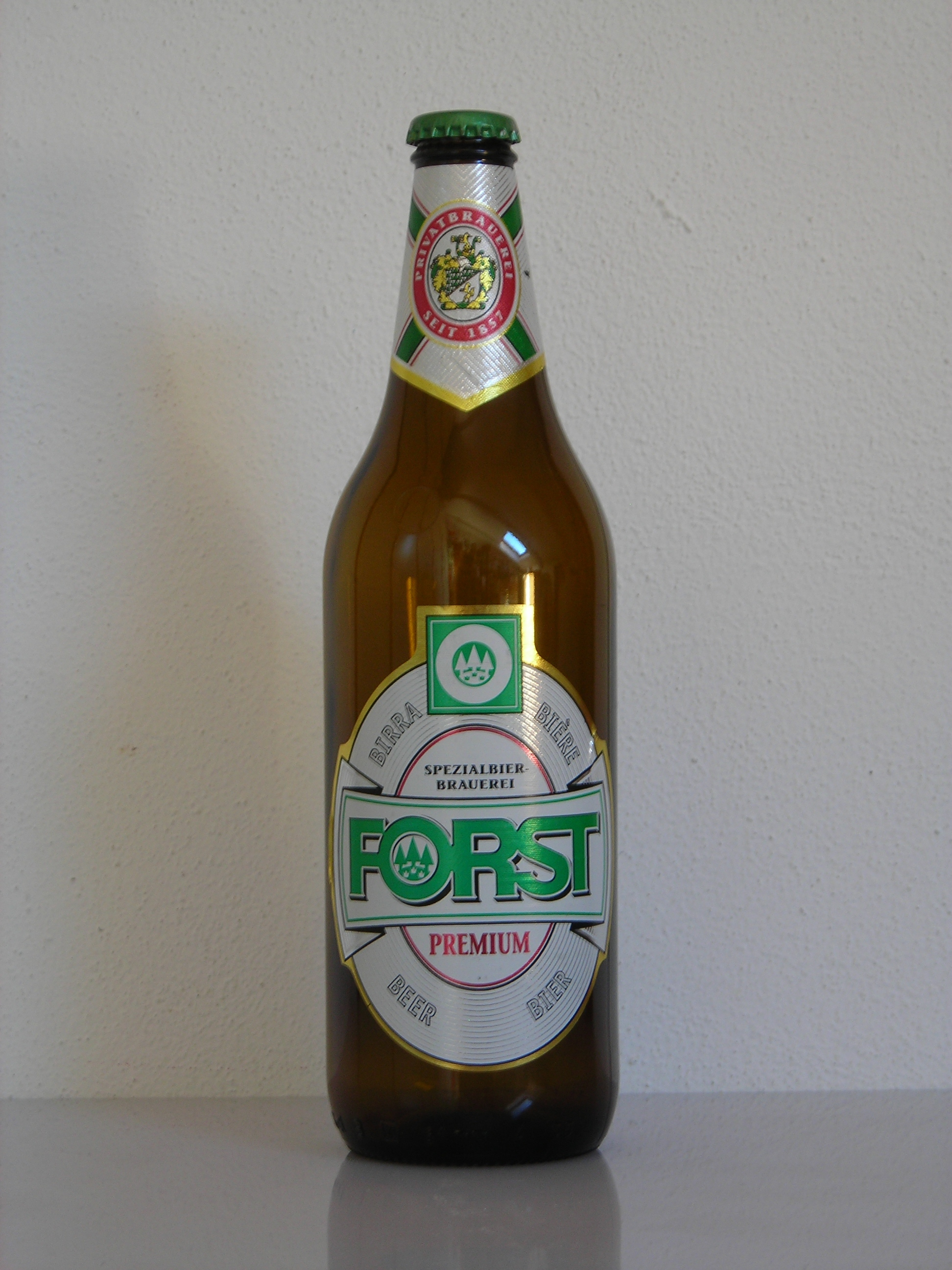
Bottiglia di Forst Premium
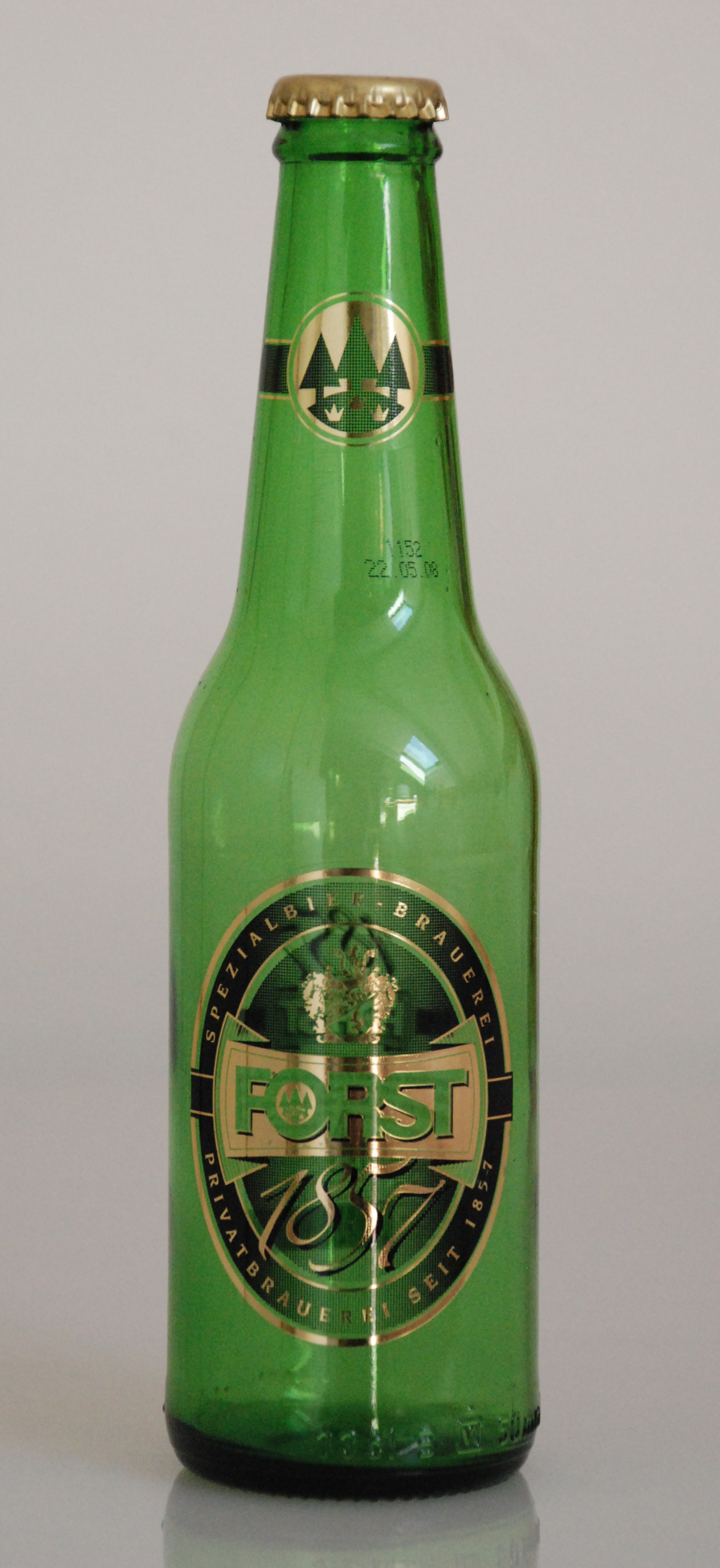
Bottiglia di 1857 da 33 cl
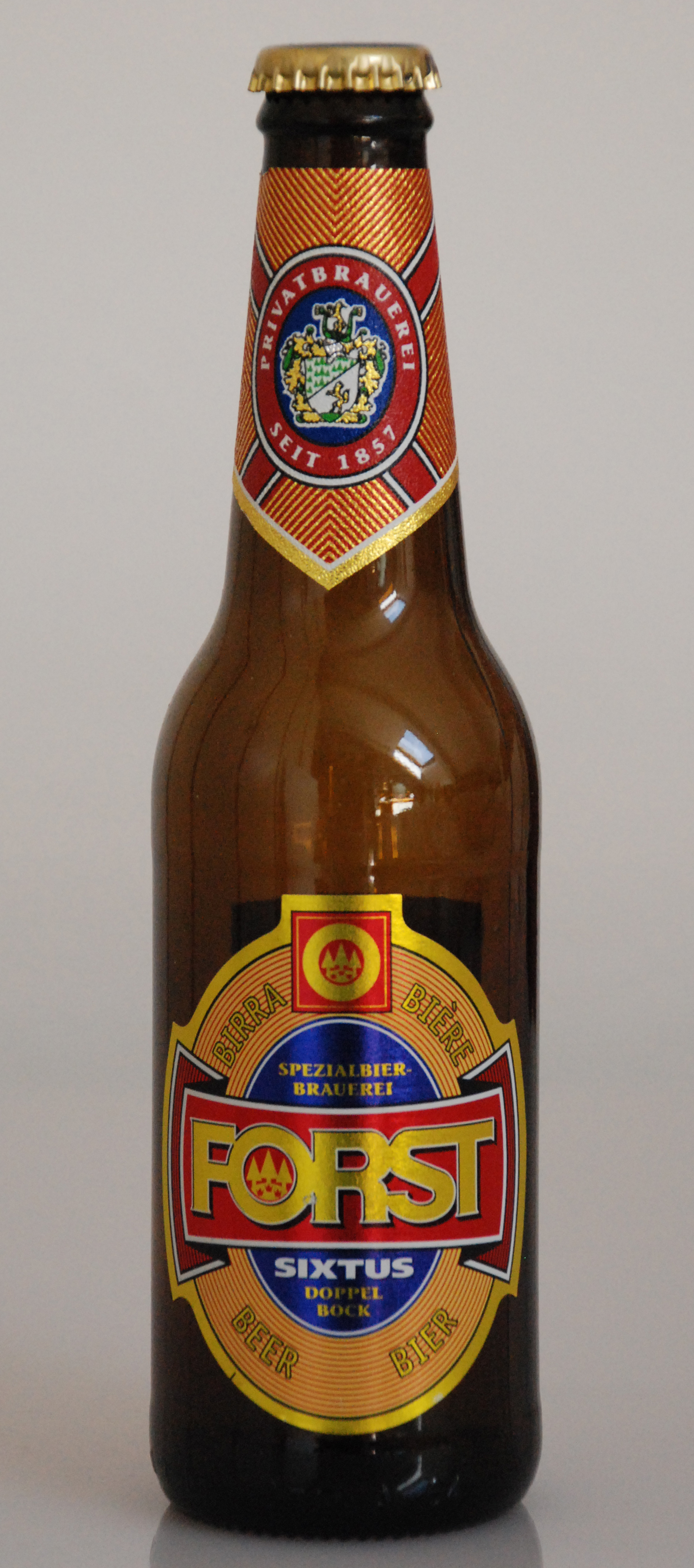
Bottiglia di Sixtus
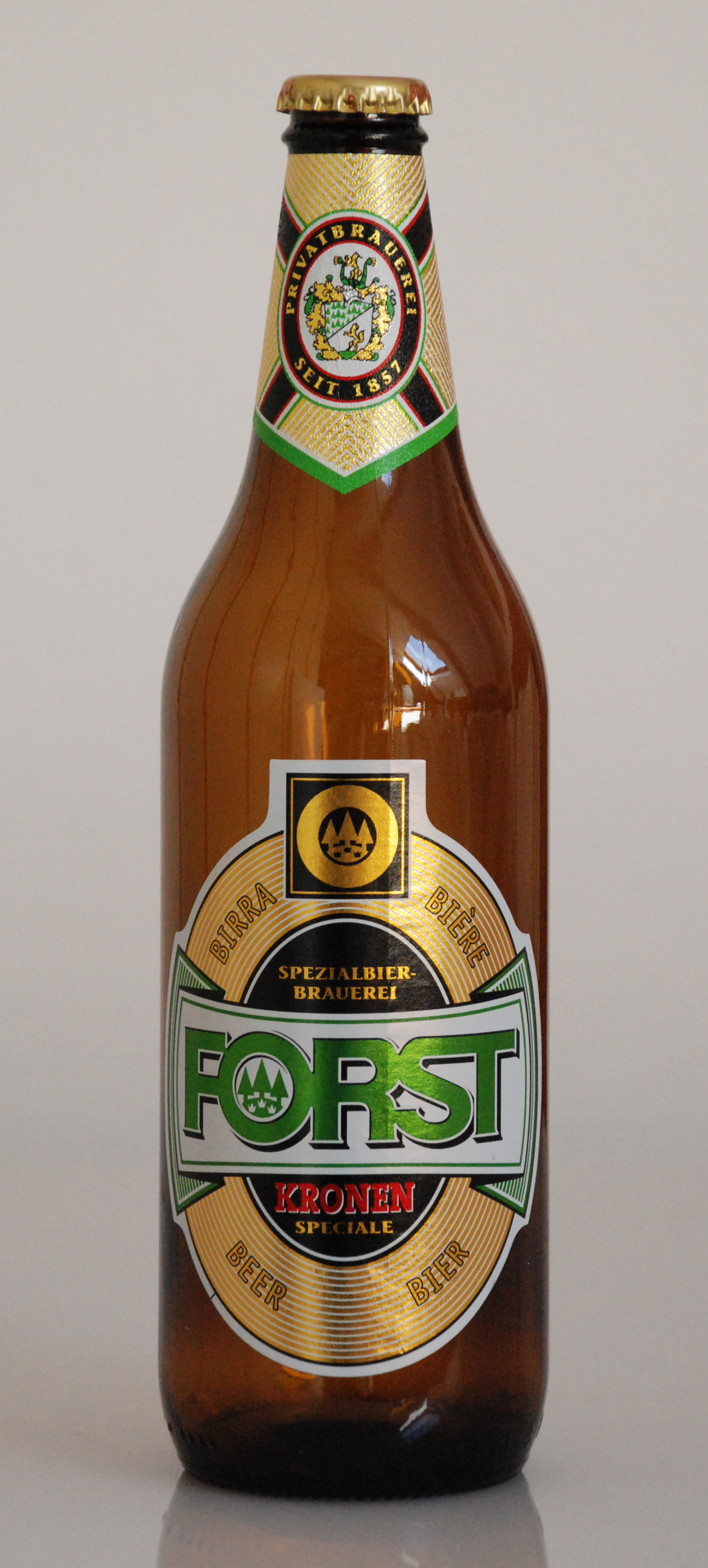
Bottiglia di Kronen
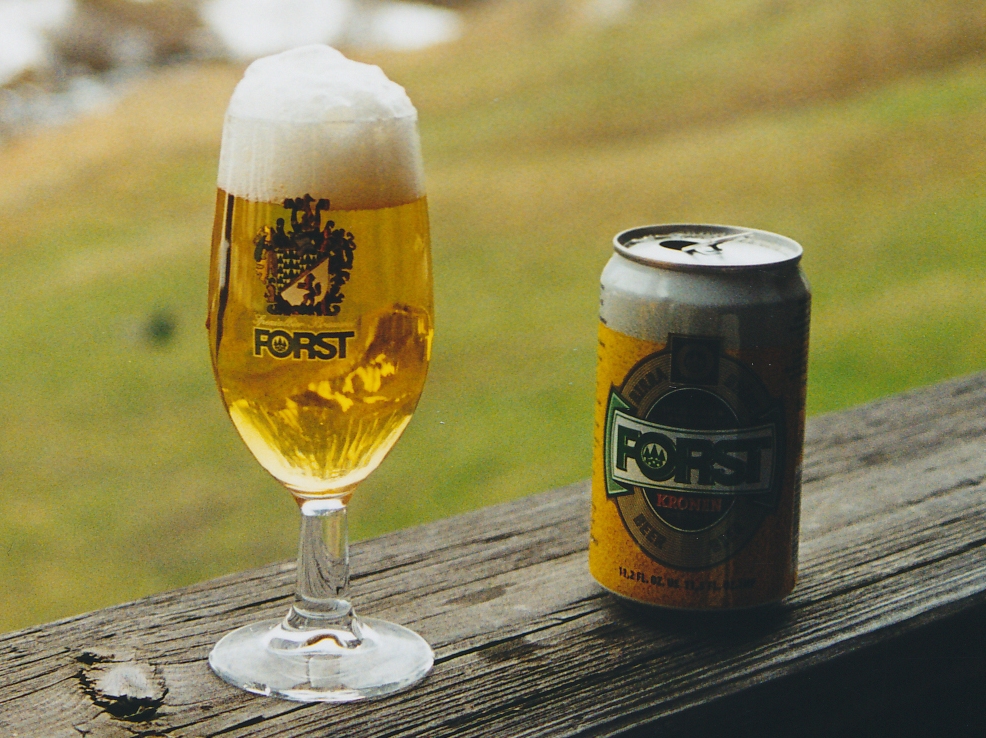
Bicchiere e lattina di Kronen